# Нікорешть (Бакеу)
Нікорешть, Нікорешті (рум. Nicorești) — село у повіті Бакеу в Румунії. Входить до складу комуни Пиргерешть.
Село розташоване на відстані 204 км на північ від Бухареста, 43 км на південний захід від Бакеу, 125 км на південний захід від Ясс, 139 км на північний захід від Галаца, 102 км на північний схід від Брашова.

## Населення
За даними перепису населення 2002 року у селі проживали 946 осіб, з них 941 особа (99,5%) румунів.
Рідною мовою назвали:
| Мова      | Кількість осіб | Відсоток |
| --------- | -------------- | -------- |
| румунську | 941            | 99,5%    |
| угорську  | 5              | 0,5%     |